# آنا كارينا (ممثلة)
آنا كارينا (بالإسبانية: Anna Carina)‏ هي ملحنة ومغنية وممثلة بيروفية، ولدت في 14 أغسطس 1981 في ليما في بيرو.

## وصلات خارجية
- الموقع الرسمي
- آنا كارينا على موقع IMDb (الإنجليزية)
- آنا كارينا على موقع ميوزك برينز (الإنجليزية)
- آنا كارينا على موقع أول ميوزيك (الإنجليزية)
- آنا كارينا على موقع ديسكوغز (الإنجليزية)